# Dijon

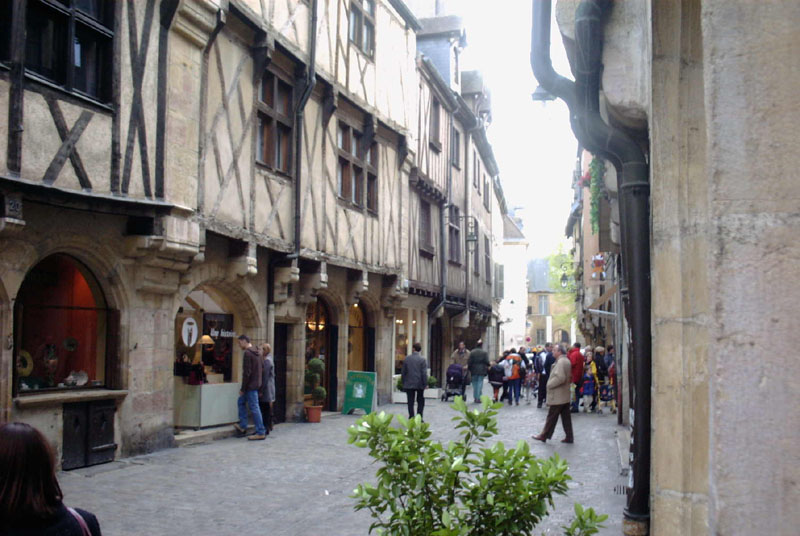
Ulica w centrum Dijon

Dijon (wymowaⓘ, diʒɔ̃) – miasto i gmina we Francji, w regionie Burgundia-Franche-Comté, w departamencie Côte-d’Or, historyczna stolica Burgundii.
Według danych na rok 1990 gminę zamieszkiwały 146 703 osoby, a gęstość zaludnienia wynosiła 3630 osób/km² (wśród 2044 gmin Burgundii Dijon plasuje się na 1. miejscu pod względem liczby ludności, natomiast pod względem powierzchni na miejscu 72). Zespół miejski liczy 238 000 mieszkańców.
Duży ośrodek akademicki liczący około 20000 studentów. Największa uczelnia to Uniwersytet Burgundzki (Université de Bourgogne), poza tym: filia środkowoeuropejska Paryskiego Instytutu Nauk Politycznych (Institut d'Études Politiques de Paris, bardziej znany jako Sciences Po), Wyższa Szkoła Handlowa (École Supérieure de Commerce de Dijon), Akademia Sztuk Pięknych (École de Beaux-Arts), Konserwatorium (Conservatoire National de Région).

## Geografia
Dijon położone jest 310 kilometrów od Paryża, 200 od Genewy i Lyonu.
Przez Dijon przebiega Kanał Burgundzki, a także płyną dwie rzeki Ouche i Suzon, przy czym ta ostatnia jest dziś rzeką podziemną w strefie gęsto zabudowanej. Przepływający przez ogród Arquebuse Raine wpada również do Ouche.

## Historia
Pierwsze ślady osadnictwa pochodzą z okresu neolitycznego.
Właściwe miasto powstało zaledwie podczas epoki galo-romańskiej. Położone pomiędzy żyznymi wyżynami i bagnistymi nizinami rzeki Saony, miasto „Divio” zawdzięczało swą nazwę świętemu miejscu położonemu pomiędzy spływem niewielkich rzek Ouche i Suzon – prawdopodobnie na miejscu aktualnej Katedry Saint-Bénigne de Dijon.
Miasto, będące przede wszystkim miejscem tranzytu dóbr, rozwijało się powoli i otaczało się murami w III wieku. Było względnie oszczędzane przez inwazje barbarzyńców, Saracenów (VIII wiek) i Normanów (IX wiek).
Dijon stało się znane w średniowieczu jako „miasto stu dzwonnic”, ale przede wszystkim jako stolica Księstwa Burgundzkiego. Przekształciło się w stolicę niezależnego państwa w 1384. Sytuacja ta trwała około jednego wieku. Po śmierci księcia Karola Zuchwałego, wielkiego wroga królów Francji, Ludwik XI anektował księstwo i kazał wybudować w Dijon zamek, przekształcony później w więzienie.
W 1477, po przyłączeniu księstwa do Korony, Dijon pozostało stolicą Burgundii i siedzibą stanów prowincji oraz parlamentu. W 1513 roku Szwajcarzy oblegali miasto. Gubernator prowincji Ludwik II de la Trémoille zakończył oblężenie, przekupując wroga kwotą 400 000 écu.
Karol IX przybył do miasta 16 maja 1564, z okazji swej objazdowej wizyty kraju (1564–1566), wraz z towarzyszącym mu dworem i ważnymi osobistościami: swoim bratem Henrykiem III, Henrykiem IV, kardynałami burbońskimi i lotaryńskimi. Król i królowa-matka (Katarzyna Medycejska) usiłowali bezskutecznie przekonać gubernatora Burgundii, Gasparda de Saulx, który „oczyścił” prowincję z hugenotów podczas pierwszej wojny religijnej, aby zaaplikował pokojowy edykt z Amboise i pozwolił protestantom żyć w pokoju.
Za czasów ancien régimeu prężnie rozwijał się handel, głównie dzięki produkcji win. W 1722 roku został otwarty uniwersytet z wydziałem prawa. Kolejne wydziały były następnie otwierane aż do rewolucji francuskiej.
Wydobycie węgla i żelaza w Creusot, zakończenie budowy Kanału Burgundzkiego w 1833 i otwarcie połączeń kolejowych z Paryżem i Lyonem w 1844 potwierdziły ważną rolę miasta jako miejsca tranzytowego. Ta rola została umocniona przez otwarcie bazy lotniczej na kilka lat przed wybuchem I wojny światowej.
30 października 1870 żołnierze i zmobilizowani mieszkańcy usiłowali obronić miasto przed Prusakami. Bez wsparcia artylerii, zmuszeni byli poddać się o zmierzchu. Nazwany na cześć walczących „Plac 30 października” ma upamiętniać ich odwagę. 25 i 26 listopada Garibaldi, wraz ze swymi dwoma synami, na czele 10 000 strzelców francuskich wchodzących w skład Armii Wogezów, odniósł zwycięstwo w Dijon.
W 1899 miasto otrzymało Legię Honorową.
W czasie II wojny światowej Dijon, bombardowane i zajęte w 1940 przez Wehrmacht, zostało wyzwolone przez wojska francuskie 11 września 1944.

## Gospodarka
- rolnictwo
- metalurgia
- przemysł mechaniczny
- przemysł chemiczny
- transport
- przemysł farmaceutyczny
- ośrodek uniwersytecki: Université de Bourgogne
- ośrodek przemysłowy: Savoye (logistyka).

Dijon jest siedzibą Izby handlowo przemysłowej w Dijon. Obsługuje ona lotnisko, port rzeczny, składy izby celnej. Zarządza także szkołą ESC Dijon i wydziałem szkoleń CCI.
Dijon jest siedzibą Regionalnej burgundzkiej izby handlowo-przemysłowej.

## Podział administracyjny

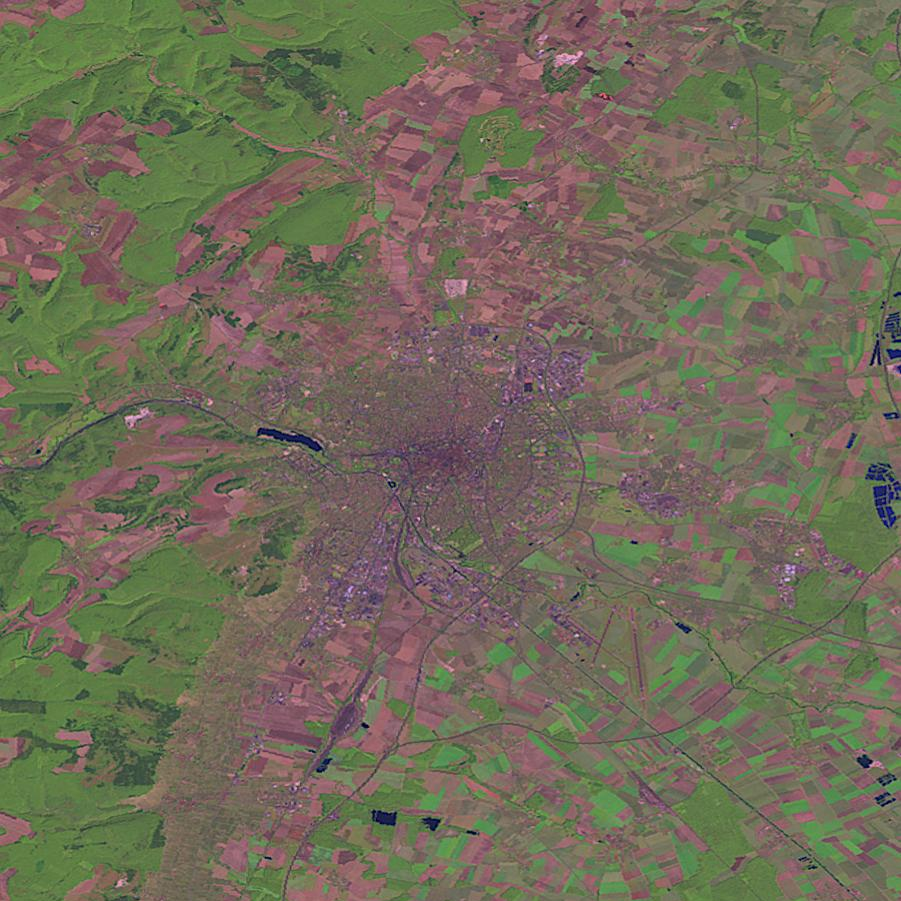
Obraz Dijon z satelity Landsat

Dijon jest podzielone na 8 kantonów:
- 1 kanton składa się z części Dijon i gmin Bretigny, Brognon, Clénay, Orgeux, Ruffey-lès-Echirey, Saint-Apollinaire, Saint-Julien i Varois-et-Chaignot (29 512 mieszkańców)
- 2 kanton składa się z części Dijon i gmin Arc-sur-Tille, Bressey-sur-Tille, Chevigny-Saint-Sauveur, Couternon, Crimolois, Quetigny, Remilly-sur-Tille i Sennecey-lès-Dijon (37 848 mieszkańców)
- 3 kanton składa się z części Dijon (21 440 mieszkańców)
- 4 kanton składa się z części Dijon i części gminy Chenôve (18 956 mieszkańców)
- 5 kanton składa się z części Dijon i gmin Corcelles-les-Monts, Flavignerot, Fleurey-sur-Ouche, Lantenay, Pasques, Prenois et Velars-sur-Ouche (28 960 mieszkańców)
- 6 kanton składa się z części Dijon (22 925 mieszkańców)
- 7 kanton składa się z części Dijon (23 163 mieszkańców)
- 8 kanton składa się z części Dijon (19 532 mieszkańców)

## Merowie
Merowie Dijon:
- 1945–1968: Félix Kir
- 1968–1971: Jean Veillet
- 1971–2001: Robert Poujade
- 2001–2014: François Rebsamen
- od 2014: Alain Millot

## Zabytki

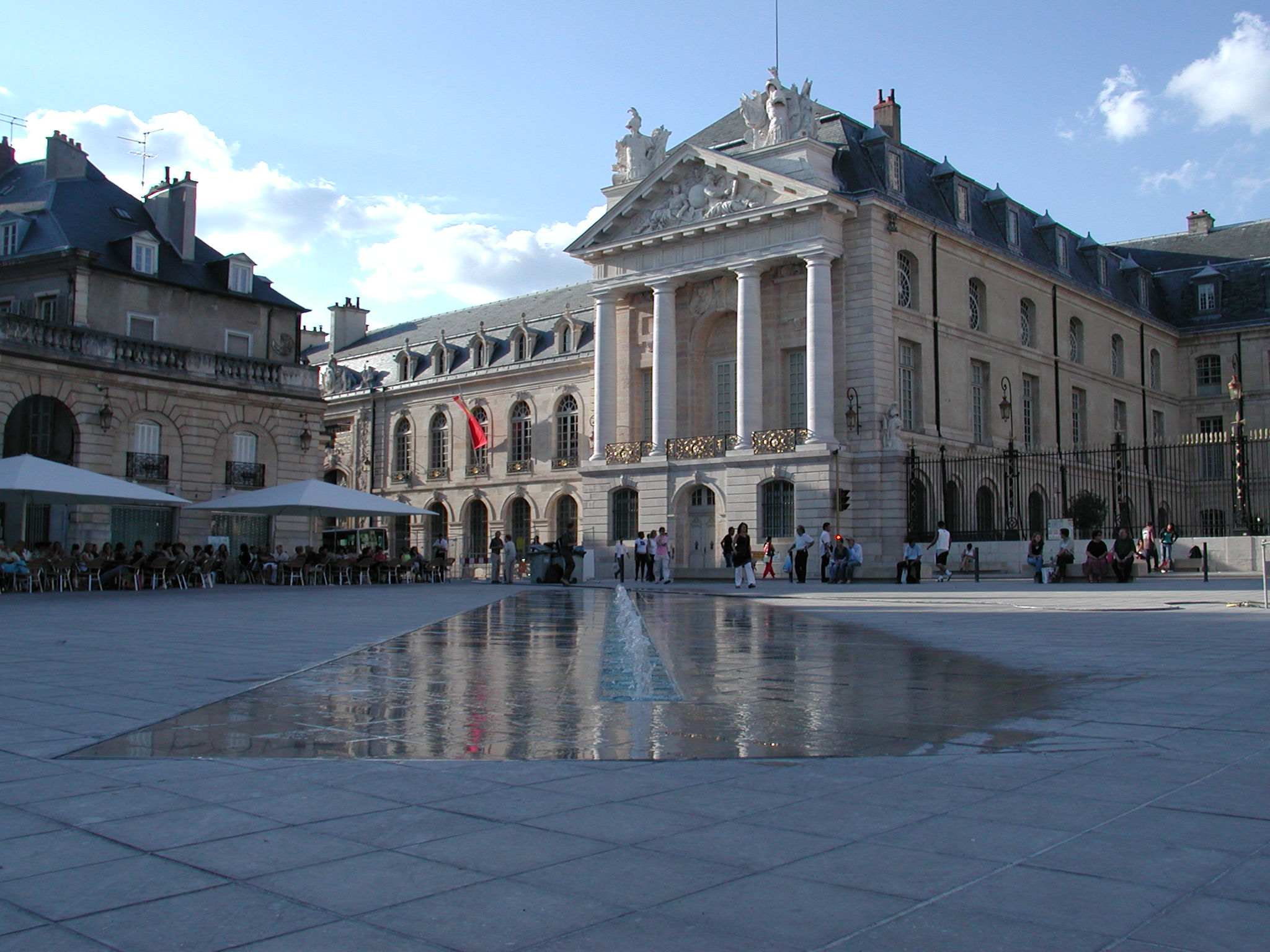
Pałac Książąt Burgundzkich

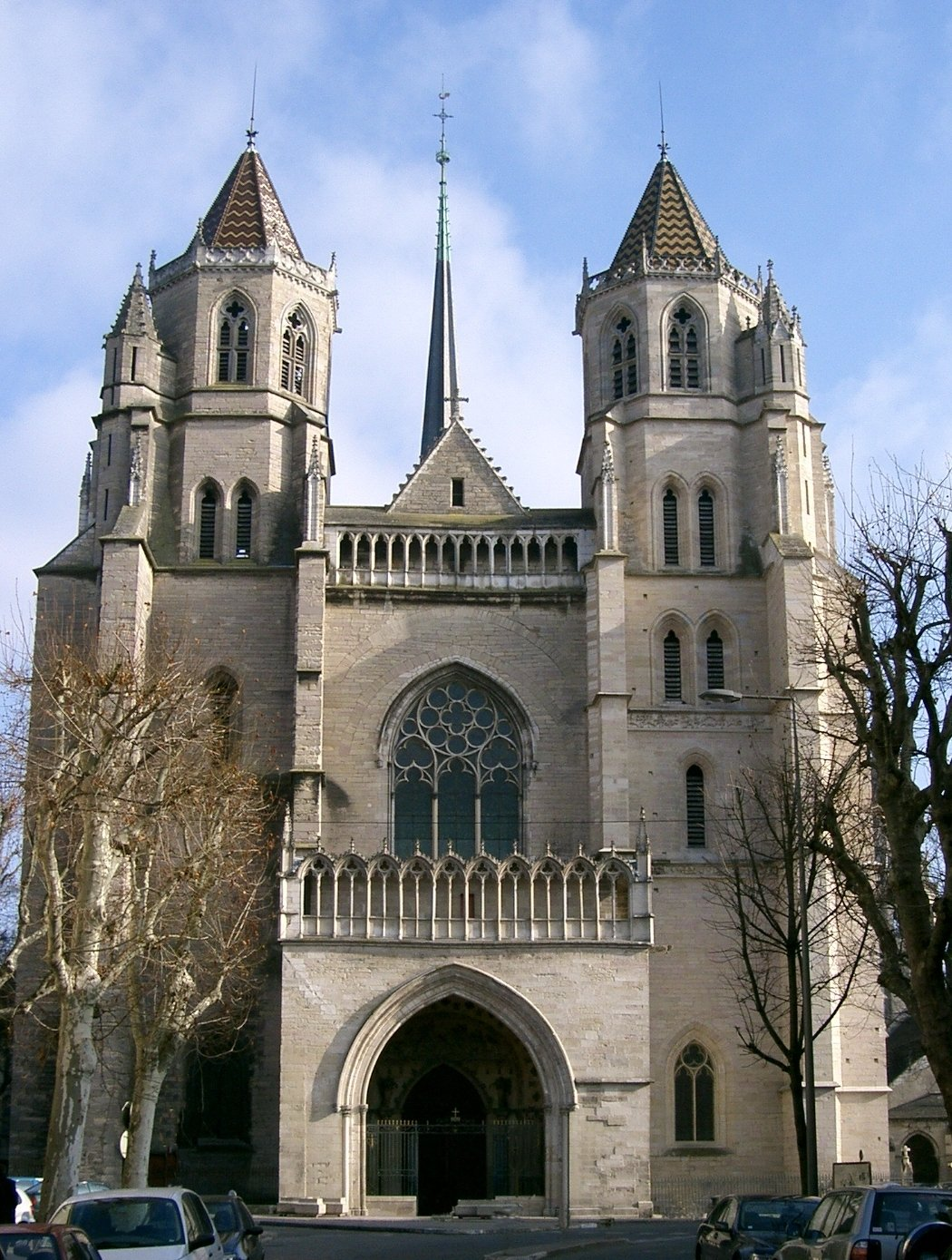
Katedra św. Benigna w Dijon

Dijon miało szczęście uniknąć ogromu zniszczeń dokonanych podczas światowych konfliktów. Prowadzona w mieście polityka urbanistyczna odnosiła się z szacunkiem do bogatego dziedzictwa miasta. „Stare Dijon” (historyczne centrum miasta) zachowało liczne stare budynki, pałacyki, domy burżuazji, a także skromniejsze domostwa, które nadają urok ulicom centrum. Powstanie obszaru chronionego, a także stopniowe przemienianie ulic w deptaki, pozwalają tak turystom, jak i mieszkańcom korzystać z historycznego dziedzictwa miasta.
- Pałac książąt burgundzkich
- Brama Wilhelma na placu Darcy jest pozostałością miejskich fortyfikacji. Została postawiona w XVIII wieku przez Caristie, na cześć księcia Condé. Nie pozostało jednak wiele śladów po murach miejskich.
- Katedra św. Benigna (XIV wiek) kryje w swej krypcie pozostałości zniszczonej w XIX wieku rotundy, grobu męczennika.
- Kościół Notre-Dame, pochodzący z XIII wieku, zawiera Czarną Madonnę. Jego charakterystyczna fasada zapełniona jest licznymi, zdobiącymi ją gargulcami.
- Kościół Świętego Szczepana, najstarsze miejsce kultu castrum.
- Burgundzkie dachy utworzone z licznych, kolorowych dachówek.
- Studnia Mojżesza, dzieło rzeźbiarza Clausa Slutera.
- Kościół Sacré-Coeur
- Kościół Świętego Bernarda Fointaine les Dijon

## Edukacja
- Burgundy School of Business

## Muzea
- Muzeum sztuk pięknych znajduje się w pałacu książąt burgundzkich. Kryje w sobie wiele skarbów, między innymi groby Filipa II Burgundzkiego i Jana bez Trwogi
- Muzeum archeologiczne znajduje się w części zabytkowych budowli opactwa Saint-Benigne, zawiera kolekcje znalezisk z wykopalisk regionalnych
- Muzeum życia burgundzkiego zawiera rekonstrukcje codziennych scen, oraz staroświeckich butików.
- Muzeum sztuki sakralnej mieszczące się w dawnym kościele bernardynów prezentuje interesującą kolekcję malarstwa i rzeźbiarstwa sakralnego
- Muzeum Magnin zawiera imponującą kolekcję rodziny zbieraczy dzieł sztuki
- Muzeum musztardy w firmie Amora
- Muzeum François Rude zawiera liczne odlewy posągów wykonanych przez Rude'a
- Ekspozycja Florissimo ma miejsce co cztery lata; jest to światowy zjazd miłośników kwiatów. Każda ekspozycja posiada temat, na który miasta z całego świata realizują kompozycje
- Ogród Arquebuse, o którym wspominał poeta Aloysius Bertrand, otaczające muzeum historii naturalnej.

## Osoby związane z Dijon
- W Dijon urodziła się św. Joanna Franciszka de Chantal (1572–1641) zakonnica i współzałożycielka zgromadzenia Sióstr Nawiedzenia Najświętszej Maryi Panny – wizytek.
- W Dijon w kościele św. Benigna został pochowany książę Władysław Biały – ostatni przedstawiciel Piastów kujawskich i kontrkandytat Ludwika Węgierskiego w walce o tron polski.

## Transport
- Tramwaje w Dijon
- Trolejbusy w Dijon
- Gare de Dijon-Porte-Neuve – stacja kolejowa
- Gare de Dijon-Ville – stacja kolejowa
- Linia kolejowa Dijon – Saint-Amour
- Linia kolejowa Dijon – Vallorbe
- Linia kolejowa Dijon – Is-sur-Tille

## Sport
- Dijon Hockey Club – klub hokejowy
- Dijon FCO – klub piłkarski
- Stade Gaston Gérard – stadion piłkarski
- Dijon-Prenois – tor wyścigowy

## Gastronomia

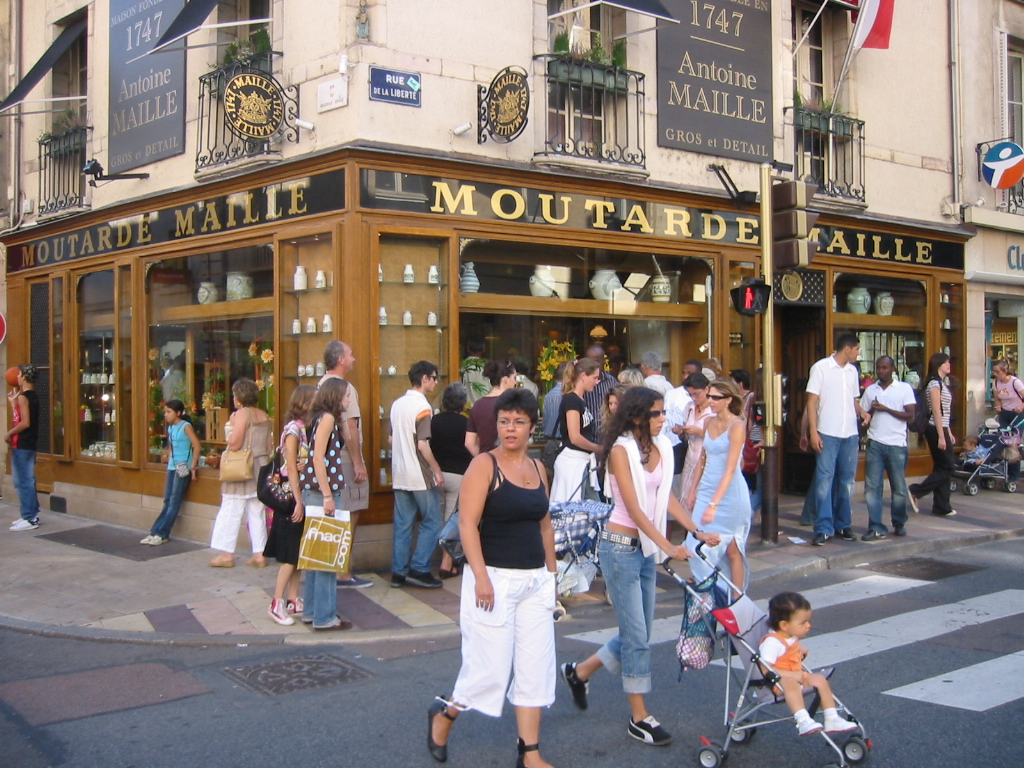
Sklep z musztardami

Co roku jesienią odbywają się w mieście targi międzynarodowo-gastronomiczne. Każdego roku jeden kraj pełni rolę gościa honorowego (Polska w 1994).
Dijon jest stolicą regionu słynącego na całym świecie z produkcji win. Jednakże to Beaune uznawane jest za stolicę burgundzkiego wina. Dijon jest stolicą musztardy, której jakość bierze się z wapiennych gruntów, dających wyjątkowo ostre nasiona. Wchodzący w skład procesu produkcji verjus pozwala rozwinąć smak i ostrość nasion.
Specjalności gastronomiczne:
- piernik;
- ślimaki po burgundzku;
- trufle burgundzkie;
- wołowina po burgundzku;
- fondue po burgundzku;
- wino burgundzkie;
- czarne porzeczki z Dijon, z których przyrządza się crème de cassis;
- Kir Royale (aperitif).

## Współpraca
Miejscowości partnerskie:
- Białystok, Polska
- Dallas, USA
- Kluż-Napoka, Rumunia
- Mechelen, Belgia
- Moguncja, Niemcy
- Pecz, Węgry
- Radom, Polska
- Reggio nell’Emilia, Włochy
- Skopje, Macedonia Północna
- Wołgograd, Rosja
- York, Wielka Brytania